# ساکته، بنین
ساکته (به فرانسوی: Sakété) شهری در استان پلاتئو واقع در کشور بنین است که در سال ۱۹۹۲ میلادی ۲۴٬۱۷۰ نفر جمعیت داشته و جمعیت آن در سال ۲۰۰۵ میلادی به ۳۰٬۱۱۱ نفر رسیده‌است.